# Vitinha (Fußballspieler, März 2000)
Vítor Manuel Carvalho Oliveira, genannt Vitinha (* 15. März 2000 in Cabeceiras de Basto) ist ein portugiesischer Fußballspieler, der beim CFC Genua in der Serie A spielt.

## Karriere

### Verein
Vitinha begann seine fußballerische Ausbildung 2012 bei Casa Benfica, wo er drei Jahre lang spielte, ehe er im Sommer 2015 zu Águias Alvite wechselte. Im Jahr 2017 unterschrieb er bei der Jugendakademie des Erstligisten Sporting Braga. In der Saison 2018/19 nahm Vitinha zum einen mit der U19-Mannschaft am Torneo di Viareggio teil, wobei er einmal in fünf Spielen traf. Andererseits sammelte er aber auch schon Erfahrungen mit dem U23-Team in der Liga Revelação. Die Saison 2019/20 beendete er in letztgenannter Liga mit sieben Treffern in 31 Partien. Auch in der Spielzeit 2020/21 kam er dort noch zum Einsatz und traf bereits neunmal in elf Drittligaspielen für die zweite Mannschaft der Herren. Daraufhin unterschrieb er im Januar 2021 seinen ersten Profivertrag bis Juni 2024. Nach diesen starken Leistungen wurde er am 28. Februar 2021 (21. Spieltag) mit einem Kurzeinsatz für die Profis bei einem 2:1-Sieg über den Nacional Funchal und somit seinem Profidebüt belohnt. Dieser war allerdings neben einigen Kaderberufungen in der Liga und auch in der Europa League sein einziger Profieinsatz in jener Saison. Im Pokal kam er jedoch einmal in den frühen Runden zum Einsatz, wobei er auch traf und seine Mannschaft am Ende den Titel gewann. Zudem wurde er beim U23-Team Torschützenkönig im U23-Pokal, wobei das Team im Finale scheiterte. Am 25. Oktober 2021 (9. Spieltag) stand er das erste Mal in der Startelf und konnte gegen Gil Vicente auch direkt sein erstes Tor erzielen und somit den 1:0-Sieg sichern. Ein paar Tage später stand er auch gegen Ludogorets Rasgrad in der Europa League in der Startelf und debütierte somit auf internationaler Ebene. Später in jenem Monat schoss er gegen den CD Santa Clara vier Tore in einem Spiel, als er im Pokal im Viertelfinale die ersten drei Tore schon in den ersten 15 Minuten des Spiels schoss. Im letzten Spiel des Jahres 2021 schoss er bei einem 6:0-Sieg über den FC Arouca seinen ersten Hattrick in der Liga und das bei seinem zweiten Spiel, in dem er überhaupt treffen konnte. Im Achtelfinal-Hinspiel Anfang März 2022 wurde er gegen die AS Monaco eingewechselt und schoss bei dem 2:0-Sieg sein erstes Tor in einem internationalen Wettbewerb wie der UEFA Europa League. In der gesamten Spielzeit traf Vitinha einmal in neun Europa-League-Spielen bis zum Ausscheiden im Viertelfinale, siebenmal in 24 Ligapartien und schoss sechs Tore in zwei Pokalspielen. Auch in der Europa League gelang ihm am vierten Gruppenspieltag gegen die Royale Union Saint-Gilloise ein lupenreiner Hattrick, als es am Ende 3:3-Unentschieden stand. Bis zur Winterpause gelangen ihm vier Toren in fünf EuroLeague-Spielen und 17 Ligaeinsätze, wobei er siebenmal traf.
Ende Januar 2023 wechselte Vitinha dann nach Frankreich in die Ligue 1 zu Olympique Marseille. Marseille bezahlte 32 Millionen Euro an Braga, was nun vor Trincão mit 31 Millionen Euro Ablöse die teuerste bezahlte Ablösesumme an Braga war. Sein Ligue-1-Debüt gab er dann am 5. Februar 2023 (22. Spieltag), als er gegen den OGC Nizza, bei einer 1:3-Niederlage, die erste Halbzeit auf dem Platz stand.
Im Januar 2024 wurde er an den CFC Genua verliehen. In der Rückrunde bestritt er 9 Ligaspiele für die Italiener und erzielte dabei 2 Tore. Ende Juni 2024 gab Genua die feste Verpflichtung von Vitinha bekannt.

### Nationalmannschaft
Vitinha spielte im Juni 2018 dreimal für die U18-Nationalmannschaft Portugals. Seit November 2021 spielte er für die U21-Mannschaft, für die er in einem Jahr dreimal traf. Daraufhin war er Bestandteil des vorläufigen 55-Mann-Kaders der A-Nationalmannschaft für die Weltmeisterschaft 2022.

## Erfolge
Sporting Braga
- Portugiesischer Pokalsieger: 2021

Persönlich
- Torschützenkönig des U23-Pokals mit Sporting Braga U23: 2020/21